# جيمس أ. بيفر
جيمس أ. بيفر (بالإنجليزية: James A. Beaver)‏ (و. 1837 – 1914 م) هو قاضي، ومحامي، وسياسي أمريكي، كان عضوًا في الحزب الجمهوري، توفي عن عمر يناهز 77 عاماً.

## مناصب
تولى منصب حاكم ولاية بنسلفانيا ‏ (18 يناير 1887–20 يناير 1891)
.

## التعليم
تعلم في Washington & Jefferson College ‏
.